# Dolichopteryx longipes
Dolichopteryx longipes ist eine Tiefseefischart aus der Familie der Gespensterfische (Opisthoproctidae). Er kommt möglicherweise circumpolar zwischen 45° und 27° nördlicher Breite in Meerestiefen von 500 bis 2400 Metern vor. Nachgewiesen wurden die Fische u. a. im Kalifornienstrom und im Südchinesischen Meer.

## Merkmale
Dolichopteryx longipes wird 18 cm lang, hat eine langgestreckte, hechtartige, großköpfige Gestalt mit einer Rücken- und Afterflosse, die kurz vor der Schwanzflosse sitzen. Seine Bauchflossen sind sehr lang und sitzen weit hinten. Die Rückenflosse wird von zehn bis elf, die Afterflosse von acht bis neun Flossenstrahlen gestützt. Eine Linie dunkler Chromatophoren erstreckt sich entlang der fast ventral gelegenen Seitenlinie. Dolichopteryx longipes hat 46 bis 47 Wirbel. Leuchtorgane fehlen.

Das Auge von Dolichopteryx longipes. Rechts das normale Auge mit Linse (blau) und Netzhaut (rot), links das Sekundärauge mit einer Spiegelschicht (grün), die das von unten kommende Licht auf eine zweite Netzhaut reflektiert

Wie bei einigen anderen Gespensterfischen sind auch die Augen von Dolichopteryx longipes bemerkenswert und zeigen einige besondere Anpassungen. Neben Röhrenaugen, die mit einer Linse versehen und nach oben gerichtet sind, hat der Fisch Sekundäraugen, die von unten kommendes Licht auffangen, an einer kristallinen Spiegelschicht aus Guanin reflektieren und auf eine zweite Netzhaut werfen.

## Lebensweise
Dolichopteryx longipes ist eine mesopelagische Art, die für gewöhnlich unterhalb von 450 Metern lebt. Sie ernährt sich von kleinen Krebstieren, vor allem von Ruderfußkrebsen. Eier und Larven sind planktonisch.